# Койбина Речка
Койбина Речка — река в России, протекает по Мурманской области. Устье реки находится в 40 км по левому берегу реки Лосинги. Длина реки — 16 км, площадь водосборного бассейна — 56,1 км².

## Данные водного реестра
По данным государственного водного реестра России относится к Баренцево-Беломорскому бассейновому округу, водохозяйственный участок реки — река Поной. Речной бассейн реки — бассейны рек Кольского полуострова и Карелии, впадает в Белое море.
Код объекта в государственном водном реестре — 02020000112101000006312.